# Zoila Barros
Pour les articles homonymes, voir Barros.
Barros  Fernández est un nom espagnol. Le premier nom de famille, en général paternel, est Barros ; le second, en général maternel, souvent omis, est Fernández.
Zoila Barros Fernández, née le 6 août 1976 à La Havane, est une joueuse cubaine de volley-ball.

## Biographie
En 2000, Zoila Barros fait partie de l'équipe de Cuba féminine de volley-ball médaillée d'or aux Jeux olympiques d'été à Sydney.

## Palmarès
| Date | Compétition                              | Lieu                 | Résultat |
| ---- | ---------------------------------------- | -------------------- | -------- |
| 2003 | Jeux panaméricains                       | Saint-Domingue       | 2e       |
| 2004 | Jeux olympiques d'été                    | Athènes              | 3e       |
| 2005 | Championnat d'Amérique du Nord           | Trinité-et-Tobago    | 2e       |
| 2006 | Jeux d'Amérique centrale et des Caraïbes | Carthagène des Indes | 2e       |
| 2007 | Coupe panaméricaine                      | Mexique              | 1re      |
| 2007 | Jeux panaméricains                       | Rio de Janeiro       | 1re      |
| 2007 | Championnat d'Amérique du Nord           | Canada               | 1re      |
| 2008 | Grand Prix mondial de volley-ball        | Japon                | 2e       |